# Marcus Valerius Romulus
Marcus Valerius Romulus (Róma, 292–295 körül – Róma, 309) Marcus Valerius Maxentius és Valeria Maximilla első fia. Nevét anyai nagyapjának, Galerius császárnak anyja, Romula után kapta, nem a városalapító Romulusról. Egykorú feliratos emlékeket találtak tőle, amelyek a szüleit ábrázoló, Romulus által állított szobrokhoz tartoztak. A magasztaló felirat még 305 előtt keletkezett, mert Maxentiusnál nem említ augustusi címet.
Maxentius már gyermekként consullá tette egymás után két évben, amit csak Rómában ismertek el, a Római Birodalom többi részén nem. Második consulságának évében, amikor körülbelül 14–17 éves volt, meghalt. Halála után az istenek közé sorolták, szentélyt is emeltek számára, valamint a Forum Romanumon álló Romulus templomát Maxentius neki szentelte.
| Elődei: Maximianus és I. Constantinus (nyugat) és Severus (kelet) Maximinus Daia (kelet és Róma) Galerius (Róma) | Consul 308 collega: Maxentius (Róma) Diocletianus és Galerius | Utódai: (nyugaton nincs consul) Licinius és I. Constantinus (kelet) és Maxentius és Romulus (Róma) |

| Elődei: Diocletianus és Galerius és Maxentius és Romulus (Róma) | Consul 309 collega: Maxentius (Róma) Licinius és I. Constantinus (kelet) | Utódai: (nyugaton nincs consul) Tatius Andronicus és Pompeius Probus (kelet) és Maxentius (Róma) |